# Carla Sands
Carla Herd Sands (født 13. oktober 1960) er en amerikansk skuespiller, kiropraktor og erhvervsleder, som fra 2017 til 2021 var amerikansk ambassadør til Danmark.
I september 2017 oplyste Det Hvide Hus, at Sands skal være USA's ambassadør i Danmark. Det er almindelig praksis, at amerikanske ambassadører vælges blandt dem, der har indsamlet penge til den sejrende præsidentkandidats valgkampagne. Carla Sands donerede således penge til Donald Trumps præsidentvalgkampagne i 2016, ligesom hendes forgænger, Rufus Gifford, havde indsamlet mere end fire milliarder kr. til Barack Obamas kampagne.
Sands blev godkendt af det amerikanske senat som den amerikanske ambassadør til Danmark den 2. november 2017. Hun blev taget i ed den 15. december 2017.[kilde mangler] Sands forlod 20. januar 2021 stillingen, som følge af præsident Donald Trumps valgnederlag.
I 2022 stillede Sands op til Senatet for republikanerne, men tabte ved partiets primærvalg i Pennsylvania.

## Privat
Sands er enke efter ejendomsinvestoren Fred Sands. 